# Christian Larotonda
Christian Adán Larotonda Adán (Caracas, Venezuela, 26 de mayo de 1999) es un futbolista venezolano que juega de centrocampista en Vinotinto Ecuador de la Serie A de Ecuador.

## Trayectoria
Nacido en Caracas, Larotonda comenzó su carrera en el Metropolitanos, con el que debutó como profesional el 29 de enero de 2017 ante el Atlético Venezuela, entrando como suplente en el minuto 86 en el empate a cero. Marcó su primer gol como profesional con el club el 8 de marzo de 2020 contra Mineros de Guayana.
El 18 de marzo de 2021, Larotonda marcó su primer gol en la Copa Sudamericana en la victoria por 2-0 sobre la Academia Puerto Cabello. Su actuación durante el partido le llevó a ser nombrado mejor jugador de la semana de la Copa Sudamericana.

## Selección nacional
El 21 de enero de 2020, Larotonda debutó con la selección sub-23 de Venezuela durante el Torneo Preolímpico de la CONMEBOL contra Chile, siendo suplente en la derrota por 1-0. En noviembre de 2020, Larotonda recibió su primera convocatoria con la selección absoluta de Venezuela, pero tuvo que retirarse del equipo tras contraer COVID-19.

## Estadísticas
Actualizado al último partido disputado el 18 de agosto de 2025.
| Club                        | Div.          | Temporada     | Liga  | Liga  | Liga   | Copas nacionales | Copas nacionales | Copas nacionales | Copas internacionales | Copas internacionales | Copas internacionales | Total | Total | Total  |
| Club                        | Div.          | Temporada     | Part. | Goles | Asist. | Part.            | Goles            | Asist.           | Part.                 | Goles                 | Asist.                | Part. | Goles | Asist. |
| --------------------------- | ------------- | ------------- | ----- | ----- | ------ | ---------------- | ---------------- | ---------------- | --------------------- | --------------------- | --------------------- | ----- | ----- | ------ |
| Metropolitanos · Venezuela  |               |               |       |       |        |                  |                  |                  |                       |                       |                       |       |       |        |
| 1.ª                         | 2017          | 27            | 0     | 0     | 0      | 0                | 0                | 0                | 0                     | 0                     | 27                    | 0     | 0     |        |
| 1.ª                         | 2018          | 4             | 0     | 0     | 1      | 0                | 0                | 0                | 0                     | 0                     | 5                     | 0     | 0     |        |
| 1.ª                         | 2019          | 31            | 0     | 0     | 2      | 0                | 0                | 0                | 0                     | 0                     | 33                    | 0     | 0     |        |
| 1.ª                         | 2020          | 13            | 1     | 0     | 0      | 0                | 0                | 0                | 0                     | 0                     | 13                    | 1     | 0     |        |
| 1.ª                         | 2021          | 25            | 2     | 0     | 0      | 0                | 0                | 8                | 1                     | 0                     | 33                    | 3     | 0     |        |
| 1.ª                         | 2022          | 28            | 1     | 0     | 0      | 0                | 0                | 6                | 0                     | 0                     | 34                    | 1     | 0     |        |
| 1.ª                         | 2023          | 20            | 0     | 0     | 0      | 0                | 0                | 6                | 0                     | 0                     | 26                    | 0     | 0     |        |
| Total club                  | Total club    | 148           | 4     | 0     | 3      | 0                | 0                | 20               | 1                     | 0                     | 171                   | 5     | 0     |        |
| Monagas · Venezuela         | 1.ª           | 2024          | 29    | 1     | 0      | 2                | 0                | 0                | 0                     | 0                     | 0                     | 31    | 1     | 0      |
| Monagas · Venezuela         | Total club    | Total club    | 29    | 1     | 0      | 2                | 0                | 0                | 0                     | 0                     | 0                     | 31    | 1     | 0      |
| Vinotinto Ecuador · Ecuador | 1.ª           | 2025          | 24    | 0     | 1      | 0                | 0                | 0                | 0                     | 0                     | 0                     | 24    | 0     | 1      |
| Vinotinto Ecuador · Ecuador | Total club    | Total club    | 24    | 0     | 1      | 0                | 0                | 0                | 0                     | 0                     | 0                     | 24    | 0     | 1      |
| Total carrera               | Total carrera | Total carrera | 201   | 5     | 1      | 5                | 0                | 0                | 20                    | 1                     | 0                     | 226   | 6     | 1      |